# Велика награда Немачке
Велика награда Немачке је трка у оквиру такмичења Формуле 1.
Прва трка је одржана на стази АВУС Берлин 1926. године, а победник је био Рудолф Каракиола. Овосезонска трка одржана је на стази Хокенхајмринг, а победио је Луис Хамилтон у Мерцедесу. Поред ове две стазе, Велика награда Немачке се возила и на стази Нирбургринг. Највише победа на ВН Немачке имају Михаел Шумахер и Луис Хамилтон (4 победе), док је екипа Ферарија тријумфовала чак 21 пут.

## Вишеструки победници (возачи)
| Победе | Возач             | Година                  |
| ------ | ----------------- | ----------------------- |
| 4      | Михаел Шумахер    | 1995, 2002, 2004, 2006. |
| 4      | Луис Хамилтон     | 2008, 2011, 2016, 2018. |
| 3      | Хуан Мануел Фанђо | 1954, 1956, 1957.       |
| 3      | Џеки Стјуарт      | 1968, 1971, 1973.       |
| 3      | Нелсон Пике       | 1981, 1986, 1987.       |
| 3      | Аиртон Сена       | 1988, 1989, 1990.       |
| 3      | Фернандо Алонсо   | 2005, 2010, 2012.       |
| 2      | Алберто Аскари    | 1951, 1952.             |
| 2      | Тони Брукс        | 1958, 1959.             |
| 2      | Џон Сертиз        | 1963, 1964.             |
| 2      | Џеки Икс          | 1969, 1972.             |
| 2      | Ален Прост        | 1984, 1993.             |
| 2      | Најџел Менсел     | 1991, 1992.             |
| 2      | Герхард Бергер    | 1994, 1997.             |

### Вишеструки победници (конструктори)
Подебљани конструктори су и даље активни у такмичењу Формуле 1
| Победе | Конструктор | Победничка година |
| ------ | ----------- | --- |
| 21     | Ферари      | 1951, 1952, 1953, 1956, 1959, 1963, 1964, 1972, 1974, 1977, 1982, 1983, 1985, 1994, 1999, 2000, 2002, 2004, 2006, 2010, 2012. |
| 9      | Вилијамс    | 1979, 1986, 1987, 1991, 1992, 1993, 1996, 2001, 2003.                                                                         |
| 8      | Макларен    | 1976, 1984, 1988, 1989, 1990, 1998, 2008, 2011.                                                                               |
| 5      | Брабам      | 1966, 1967, 1969, 1975, 1981.                                                                                                 |
| 4      | Лотус       | 1961, 1965, 1970, 1978. |
| 4      | Мерцедес    | 1954, 2014, 2016, 2018. |
| 2      | Тирел       | 1971, 1973. |
| 2      | Бенетон     | 1995, 1997. |
| 2      | Ред бул     | 2009, 2013. |